# Solenocera alfonso
Solenocera alfonso is een tienpotigensoort uit de familie van de Solenoceridae. De wetenschappelijke naam van de soort is voor het eerst geldig gepubliceerd in 1981 door Pérez Farfante.